# Лансберг (лунный кратер)
Кратер Лансберг (лат. Lansberg) — крупный ударный кратер в Море Островов на видимой стороне Луны. Название присвоено в честь голландского астронома Филиппа ван Лансберга (1561—1632) и утверждено Международным астрономическим союзом в 1935 г. Образование кратера относится к позднеимбрийскому периоду.

## Описание кратера

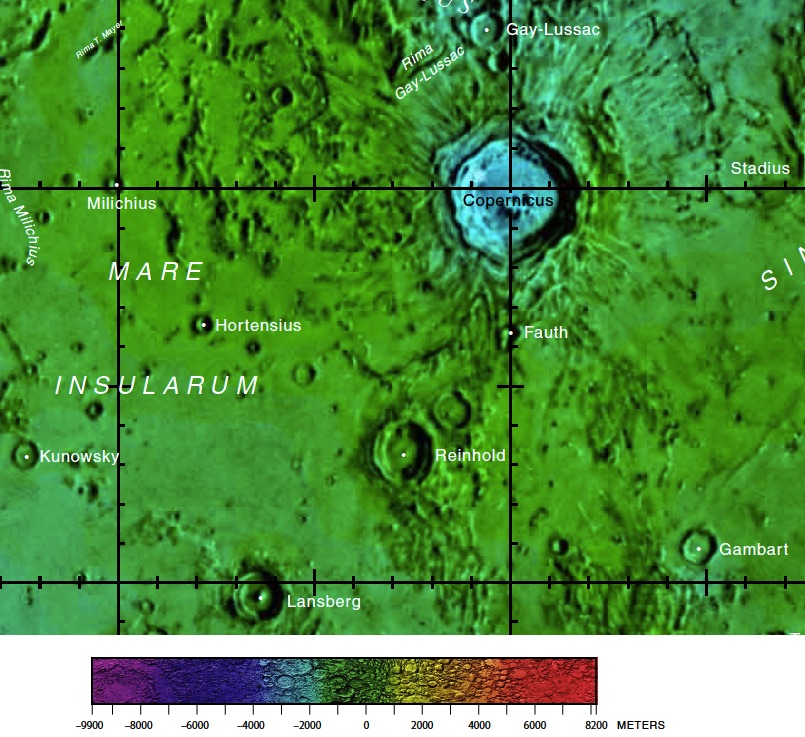
Окрестности кратера Лансберг. Фрагмент карты видимой стороны Луны.

Северную часть чаши кратера Лансберг пересекает лунный экватор. Ближайшими соседями кратера являются кратер Куновский на северо-западе; кратер Рейнхольд на северо-востоке и кратер Эвклид на юге-юго-западе. На западе от кратера находится Океан Бурь; на юге Рифейские горы и Море Познанное. Селенографические координаты центра кратера 0°19′ ю. ш. 26°38′ з. д. / 0,31° ю. ш. 26,63° з. д., диаметр 38,8 км, глубина 2,75 км.
Кратер Лансберг имеет полигональную форму и практически не подвергся разрушению благодаря небольшому возрасту. Вал c четко очерченной острой кромкой, внутренний склон с явно выраженной террасовидной структурой. Высота вала над окружающей местностью достигает 1010 м, объем кратера составляет приблизительно 1100 км³. Дно чаши сравнительно ровное за исключением пересеченной юго-западной части. В центре чаши расположено скопление массивных центральных пиков состоящих из габбро-норито-троктолитового анортозита с содержанием плагиоклаза 85-90 % (GNTA1), габбро-норито-троктолитового анортозита с содержанием плагиоклаза 80-85 % (GNTA2) и анортозитового габбро-норита (AGN).
Местность вокруг кратера отмечена светлыми лучами от кратера Коперник. На юге от кратера находится практически прямая складка или борозда, напоминающая по своей структуре уступ Прямая Стена.

## Сечение кратера
На приведенном графике представлено сечение кратера в различных направлениях, масштаб по оси ординат указан в футах, масштаб в метрах указан в верхней правой части иллюстрации.

## Сателлитные кратеры
| Лансберг | Координаты                                          | Диаметр, км |
| -------- | --------------------------------------------------- | ----------- |
| A        | 0°11′ с. ш. 31°09′ з. д. / 0,18° с. ш. 31,15° з. д. | 8,0         |
| B        | 2°29′ ю. ш. 28°08′ з. д. / 2,49° ю. ш. 28,14° з. д. | 9,0         |
| C        | 1°28′ ю. ш. 29°13′ з. д. / 1,47° ю. ш. 29,21° з. д. | 17,9        |
| D        | 3°01′ ю. ш. 30°38′ з. д. / 3,01° ю. ш. 30,64° з. д. | 10,5        |
| E        | 1°50′ ю. ш. 30°21′ з. д. / 1,84° ю. ш. 30,35° з. д. | 5,0         |
| F        | 2°11′ ю. ш. 30°47′ з. д. / 2,19° ю. ш. 30,78° з. д. | 8,3         |
| G        | 0°38′ ю. ш. 29°29′ з. д. / 0,64° ю. ш. 29,48° з. д. | 9,5         |
| L        | 3°34′ ю. ш. 26°25′ з. д. / 3,56° ю. ш. 26,41° з. д. | 4,1         |
| N        | 1°55′ ю. ш. 26°26′ з. д. / 1,91° ю. ш. 26,44° з. д. | 3,5         |
| P        | 2°22′ ю. ш. 23°02′ з. д. / 2,36° ю. ш. 23,03° з. д. | 2,4         |
| X        | 1°12′ с. ш. 27°52′ з. д. / 1,2° с. ш. 27,87° з. д.  | 3,0         |
| Y        | 0°42′ с. ш. 28°11′ з. д. / 0,7° с. ш. 28,19° з. д.  | 3,6         |

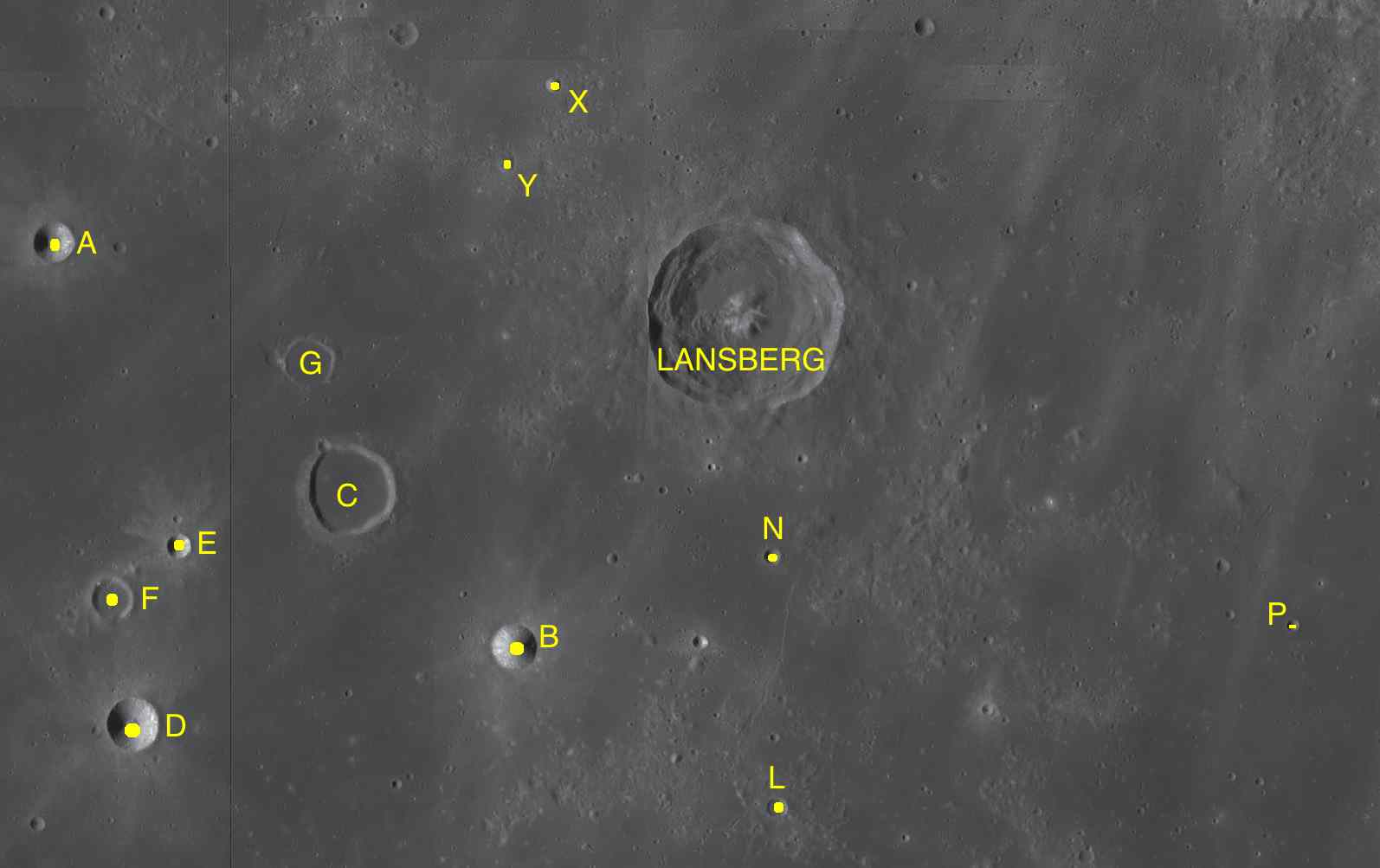
Фрагменты карт LAC-57, LAC-58, LAC-75, LAC-76.

- Сателлитные кратеры Лансберг A и Лансберг B включены в список кратеров с яркой системой лучей Ассоциации лунной и планетарной астрономии (ALPO)[8].

- Образование сателлитных кратеров A и Лансберг B относится к коперниковскому периоду[1].

- Сателлитные кратеры Лансберг B и Лансберг D включены в список кратеров с темными радиальными полосами на внутреннем склоне Ассоциации лунной и планетарной астрономии (ALPO)[9].

- Образование сателлитного кратера Лансберг C относится к позднеимбрийскому периоду[1].

- В сателлитном кратере Лансберг D зарегистрированы температурные аномалии во время затмений. Объясняется это тем, что подобные кратеры имеют небольшой возраст и скалы не успели покрыться реголитом, оказывающим термоизолирующее действие.

## Места посадок космических аппаратов

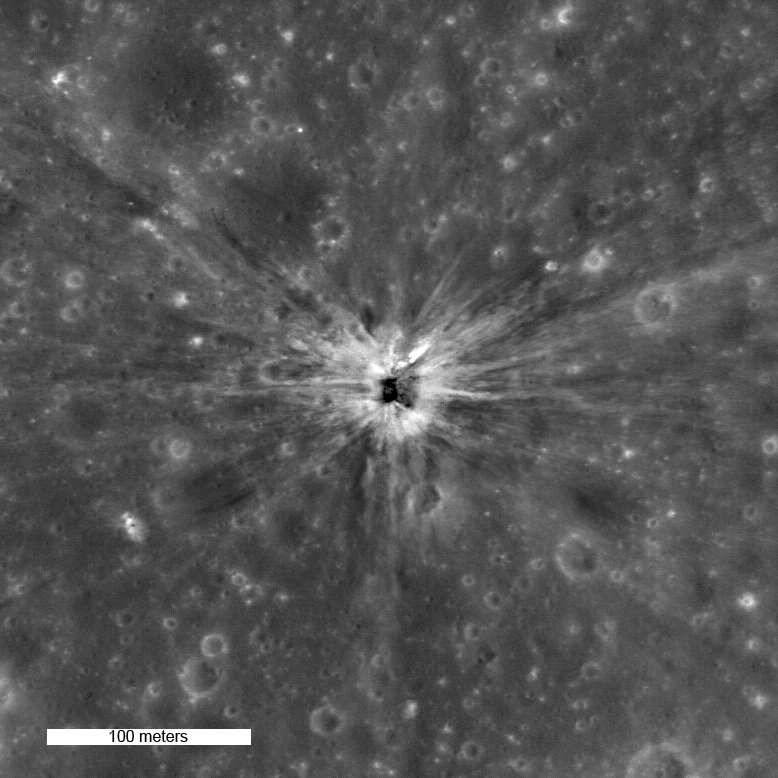
Кратер образовавшийся при падении третьей ступени ракеты Аполлон-13.

- 17 апреля 1967 г. приблизительно в 100 км к юго-востоку от кратера Лансберг в точке с координатами 2,94° ю. ш. 23,34° з. д. совершила посадку американская автоматическая межпланетная станция «Сервейер-3».
- 24 ноября 1969 г. приблизительно в 100 км к юго-востоку от кратера Лансберг в точке с координатами 3,01239° ю. ш. 23,42157° з. д. совершил посадку лунный модуль «Интрепид» экспедиции «Аполлон-12».
- 14 апреля 1970 г. в непосредственной близости от восточной части внешнего склона вала сателлитного кратера Лансберг B в точке с координатами 2,55° ю. ш. 27,88° з. д. произошло падение третьей ступени ракеты Сатурн-V «Аполлон-13». При этом образовался кратер диаметром приблизительно 30 м (см. снимок).